# MESSIAH
『MESSIAH』（メサイア）は、2006年8月25日にオービットのCORE-DUSKブランドより発売された女性向けアダルトゲーム（ボーイズラブゲーム）。2008年8月8日に第2作としてファンディスク『MESSIAH Paranoia∞Paradox』（メサイア 〜パラノイア・パラドックス〜）も発売されており、原作のストーリーと異なる。

## 登場人物

### メインキャラクター
葛城拓人（かつらぎ たくと）
声 - 皇帝
身長：179cm、誕生日：2月16日、水瓶座、血液型：AB型
主人公。イギリス出身のクォーターで、音楽の才能に長けている。
笹森遼太（ささもり りょうた）
声 - 凪野隼斗
身長：175cm、誕生日：8月1日、獅子座、血液型：O型
拓人の友人で、天真爛漫な性格を持っている。
煌（コウ）
声 - 黒瀬鷹
身長：195cm程度、誕生日：不明、血液型：不明、年齢：不明
銀色の毛髪を持つ吸血鬼で、永い時間を生きた美青年の姿。拓人に強い執着を抱いている。

### サブキャラクター
アリス
声 - 本山美奈（第2作のみ）
謎の老紳士
ヴェロニカ
声 - 奥田香織（第2作のみ）
絢子（あやこ）
声 - 一色ヒカル（第2作のみ）
荻原洲清（おぎわら しゅうせい）
声 - 保村真（第2作のみ）
松永陽輔（まつなが ようすけ）
声 - 犬野忠輔（第2作のみ）
芦屋司（あしや つかさ）
声 - リバウンド玉三郎（第2作のみ）
蒔田千春（まきた　ちはる）
声 - 茶山みつ子（第2作のみ）

## スタッフ
- 原画：CARNELIAN
- シナリオ：片桐由摩
- 音楽製作：Elements Garden、KIM's SOUNDROOM

## 関連CD
- 『MESSIAH 〜Paranoia∞Paradox〜 ORIGINAL SOUNDTRACK』 （ティームエンタテインメント、2008年8月6日発売） KDSD-00220
- 『MESSIAH ドラマCD Vol.1 MESSIAH ANOTHER MENU taste sweet』 （オービット、2008年9月5日発売） CORE-005
- 『MESSIAH ドラマCD Vol.2 MESSIAH ANOTHER MENU taste spicy [Stinger]』 （オービット、2008年11月1日発売） CORE-007
- 『MESSIAH ドラマCD Vol.3 MESSIAH ANOTHER MENU taste spicy [Angel Face]』 （オービット、2009年1月10日発売） CORE-008
  - 全てのジャケットイラストは、CARNELIANが描き下ろしている。